# Felix Schmidt (Maler)
Friedrich Adolph Felix Schmidt (* 6. Juni 1857 in Lübbecke, Regierungsbezirk Minden; † 5. Januar 1927 in Düsseldorf) war ein deutscher Landschaft-, Tier- und Jagdmaler, Lithograf, Illustrator und Scherenschnittkünstler.

## Leben
Schmidt studierte an den Kunstakademien von Leipzig und München, wo Gyula Benczúr, Johann Leonhard Raab und Ludwig von Löfftz seine Lehrer waren. Ab 1884 lebte er in Düsseldorf und wurde Mitglied des Künstlervereins Malkasten. Neben seiner Malerei illustrierte er Sach-, Kinder- und Jugendbücher, unter anderem für die Verlage Steinkamp (Duisburg) und Bagel (Düsseldorf).

## Werke (Auswahl)

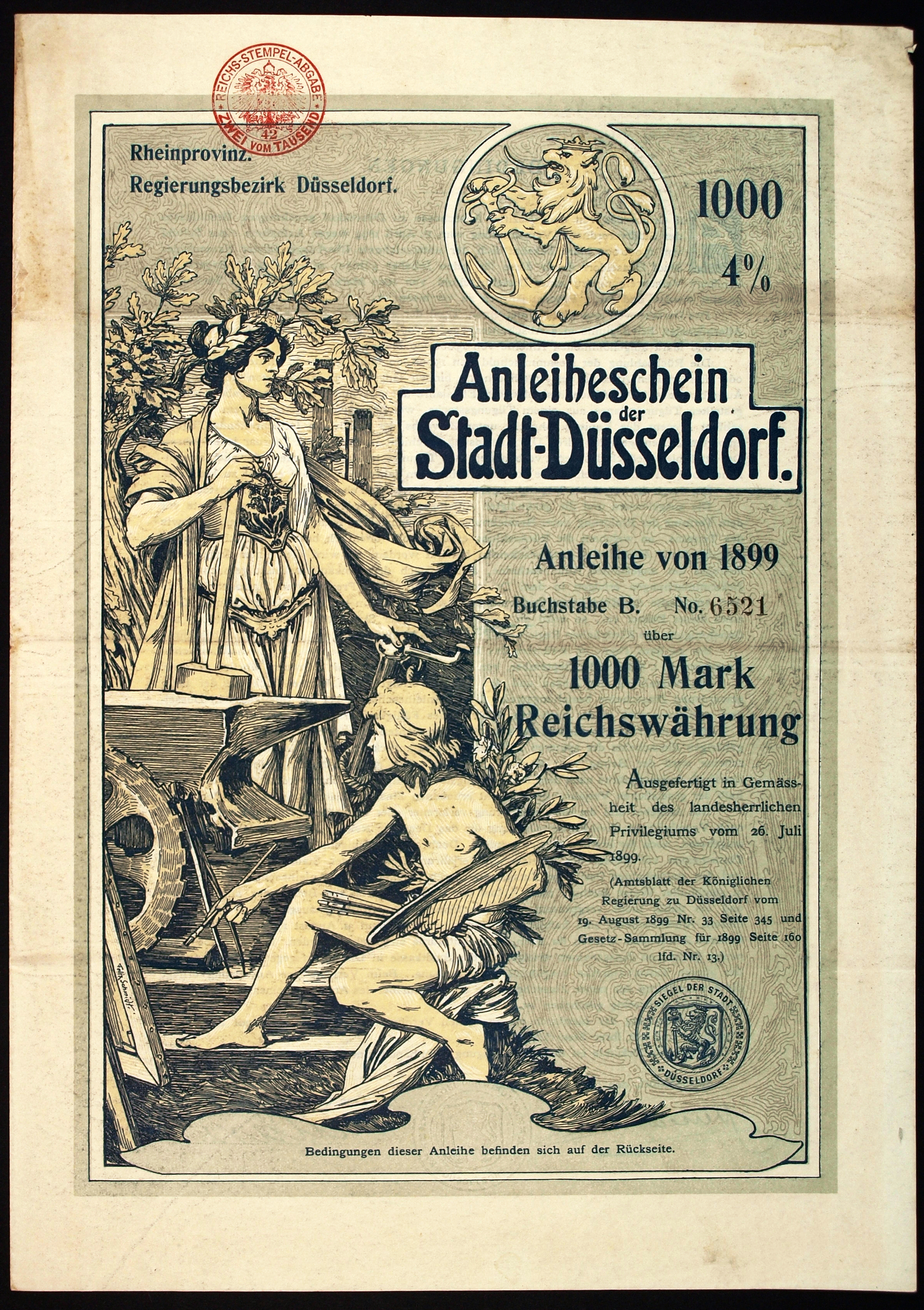
Anleiheschein der Stadt Düsseldorf, 1899

### Illustrationen
- zusammen mit Anders Montan: 88 Illustrationen für Friedrich Karl Georg Müllers Schrift Krupp’s Gußstahlfabrik, 1896 (erschien danach auch in englisch- und französischsprachiger Übersetzung)
- Wer will unter die Soldaten?, Titelblatt und 15 Tafeln (Chromolithografien) mit Text von H. Weinert und Versen von A. Steinkamp, Verlag Steinkamp, Duisburg 1897
- Anleiheschein der Stadt Düsseldorf, 1899